# Komet West-Hartley
Komet West-Hartley (uradna oznaka je 123P/West-Hartley ) je periodični komet z obhodno dobo okoli 7,6 let. 
Komet pripada Jupitrovi družini kometov  .

## Odkritje
Komet je odkril danski astronom Richard Martin West 11. maja 1989 na Evropskem južnem observatoriju. Pozneje ga je na fotografskih ploščah našel tudi astronom Malcolm Hartley